# Moviment Nacional Democràtic Àfar
El Moviment Nacional Democràtic Àfar/Afar National Democratic Movement (ANDM) fou un partit polític àfar d'Etiòpia, inspirat per Ahmed Mohamed Ahaw, fill de la sultana de Bidu (els sultans de Bidu governaven a la part eritrea del territori àfar).
Després de les eleccions del 1995, l'APDO (Organització Democràtica Popular dels Àfars) que no havia aconseguit la majoria absoluta, es va acostar als partits menors (el Front Nacional d'Alliberament Àfar que tenia 6 diputats i el Moviment Nacional Democràtic Àfar, així com una de les faccions del Front d'Alliberament Àfar) i va aconseguir la presidència regional (1996). Els dos partits i la facció de l'ALF es van unir (1996) i van formar el Partit Nacional Democràtic Àfar (ANDP). Ahmed Mohamed Ahaw aviat va desaparèixer d'escena dins el nou partit, que va passar a ser dirigit per Mohammed Yoyyo (cap del Front Nacional d'Alliberament Àfar).
El 1999 es va aliar a l'APDO i en endavant l'aliança ha dominat totes les eleccions regionals.